# Tetanolita negalis
Tetanolita negalis är en fjärilsart som beskrevs av Barnes och Mcdunnough 1912. Tetanolita negalis ingår i släktet Tetanolita och familjen nattflyn. Inga underarter finns listade i Catalogue of Life.